# Староберёзовский сельсовет
Староберёзовский сельсовет — муниципальное образование в Сергачском районе Нижегородской области. Имеет статус сельского поселения. Административный центр — село Старая Берёзовка.

## История
Статус и границы сельского поселения установлены Законом Нижегородской области от 15 июня 2004 года № 60-З «О наделении муниципальных образований - городов, рабочих посёлков и сельсоветов Нижегородской области статусом городского, сельского поселения».

## Население
| 2002 | 2010 | 2012 | 2013 | 2014 | 2015 | 2016 |
| ---- | ---- | ---- | ---- | ---- | ---- | ---- |
| 671  | ↘511 | ↘476 | ↘449 | ↘442 | ↘425 | ↘403 |
| 2017 | 2018 | 2019 | 2020 | 2021 |      |      |
| ↘379 | ↘367 | ↘343 | ↘325 | ↘282 |      |      |

## Состав сельского поселения
| № | Населённый пункт | Тип населённого пункта       | Население |
| - | ---------------- | ---------------------------- | --------- |
| 1 | Каменка          | деревня                      | ↘119      |
| 2 | Новая Берёзовка  | деревня                      | ↘137      |
| 3 | Старая Берёзовка | село, административный центр | ↘255      |